# Russell S. Berkey
Pour les articles homonymes, voir Berkey.
Russell S. Berkey (4 août 1893 – 17 juin 1985) est un amiral américain qui a notamment servi lors de la Seconde Guerre mondiale.

## Biographie
Russell S. Berkey est néé à Goshen dans l'Indiana le 4 août 1893. Il sort diplômé de l'Académie navale d'Annapolis en 1916. Après son diplôme, il sert à bord du cuirassé USS New York (BB-34). Entre 1918 et 1942, il occupe divers postes, notamment comme aide-de-camp du commandant de la United States Fleet Forces Command et aide-de-camp du commandant de la 4e division de cuirassé. Il effectue deux déploiements en tant que commandant à bord de l'USS Panay (PR-5), qui patrouille sur le fleuve Yang-Tsé en Chine,.
Après le début de la Seconde Guerre mondiale, alors captain, il est affecté au commandement de l'USS Santa Fe (CL-60). Plus tard, comme rear admiral, il commande une division de croiseur chargée de couvrir les opérations amphibies en Nouvelle-Guinée, aux Mariannes et aux Philippines. Il participe notamment à la bataille du golfe de Leyte et aux opérations de débarquement à Corregidor. Son navire-amiral est alors l'USS Phoenix (CL-46). Il commande ensuite les croiseurs et destroyers sur le flanc droit pendant la bataille du détroit de Surigao. Après la guerre, il sert comme commandant de la 7e flotte du 28 août 1949 jusqu'au 5 avril 1950 avant de prendre le commandement des forces navales américaines en Extrême-Orient (en),.
Il prend sa retraite en septembre 1950 et meurt en 1985 à Tualatin (Oregon).

## Promotion
| Insigne | Rang                      | Date             |
| ------- | ------------------------- | ---------------- |
|         | Admiral                   | 1950             |
|         | Vice admiral              | 28 août 1949     |
|         | Rear admiral (upper half) |                  |
|         | Rear admiral (lower half) | août 1943        |
|         | Captain                   | 24 novembre 1942 |
|         | Commander                 |                  |
|         | Lieutenant commander      |                  |
|         | Lieutenant                |                  |
|         | Lieutenant (junior grade) |                  |
|         | Ensign                    | 1916             |